# Podstrzesze
Podstrzesze (niem. Niederhof) – niezamieszkana osada w Polsce położona w województwie zachodniopomorskim, w powiecie drawskim, w gminie Czaplinek. W latach 1975–1998 miejscowość administracyjnie należała do województwa koszalińskiego. Miejscowość wchodzi w skład sołectwa Machliny.

## Geografia
Osada leży ok. 4 km na północny wschód od Machlin. Niegdyś osada składała się z 4 gospodarstw, 3 z nich po 1945 r. zostały zniszczone. W chwili obecnej Podstrzesze, zwane również Knieją, stanowi 1 dwurodzinny zamieszkany dom zbudowany w 1913 r. Administracyjnie należy do wsi Motarzewo oddalonej o 2 km na południe.